# Калвін (Північна Дакота)
Калвін (англ. Calvin) — місто (англ. city) в США, в окрузі Кавальєр штату Північна Дакота. Населення — 15 осіб (2020).

## Географія
Калвін розташований за координатами 48°51′7″ пн. ш. 98°56′17″ зх. д. / 48.85194° пн. ш. 98.93806° зх. д. (48.851823, -98.938068).  За даними Бюро перепису населення США в 2010 році місто мало площу 0,56 км², уся площа — суходіл.

## Демографія
Згідно з переписом 2010 року, у місті мешкало 20 осіб у 8 домогосподарствах у складі 3 родин. Густота населення становила 36 осіб/км².  Було 10 помешкань (18/км²).
Расовий склад населення:
| - 100,0 % — білих |

До двох чи більше рас належало 0,0 %. Частка іспаномовних становила 0,0 % від усіх жителів.
За віковим діапазоном населення розподілялося таким чином: 25,0 % — особи молодші 18 років, 60,0 % — особи у віці 18—64 років, 15,0 % — особи у віці 65 років та старші. Медіана віку мешканця становила 48,7 року. На 100 осіб жіночої статі у місті припадало 150,0 чоловіків;  на 100 жінок у віці від 18 років та старших — 200,0 чоловіків також старших 18 років.
Середній дохід на одне домашнє господарство  становив 201 500 доларів США (медіана — 128 750), а середній дохід на одну сім'ю — 201 500 доларів (медіана — 128 750). 
Цивільне працевлаштоване населення становило 5 осіб. Основні галузі зайнятості: оптова торгівля — 20,0 %, роздрібна торгівля — 20,0 %, публічна адміністрація — 20,0 %.